# ルールマラン
ルールマラン (Lourmarin) は、ヴォクリューズ県アプト郡カドネ小郡の村(コミューン)。

## 地理
村はルールマラン小渓谷(la Combe de Lourmarin)の出口に位置し、プティ・リュブロン山を通り11km先にあるボニウー(Bonnieux)村へ至る小道が整備されている。
フランスの最も美しい村の一つである。

## 史跡
ルネサンス期の城があり、そこには県の歴史的な公文書が収蔵されている。

## ルールマランにゆかりのある有名人

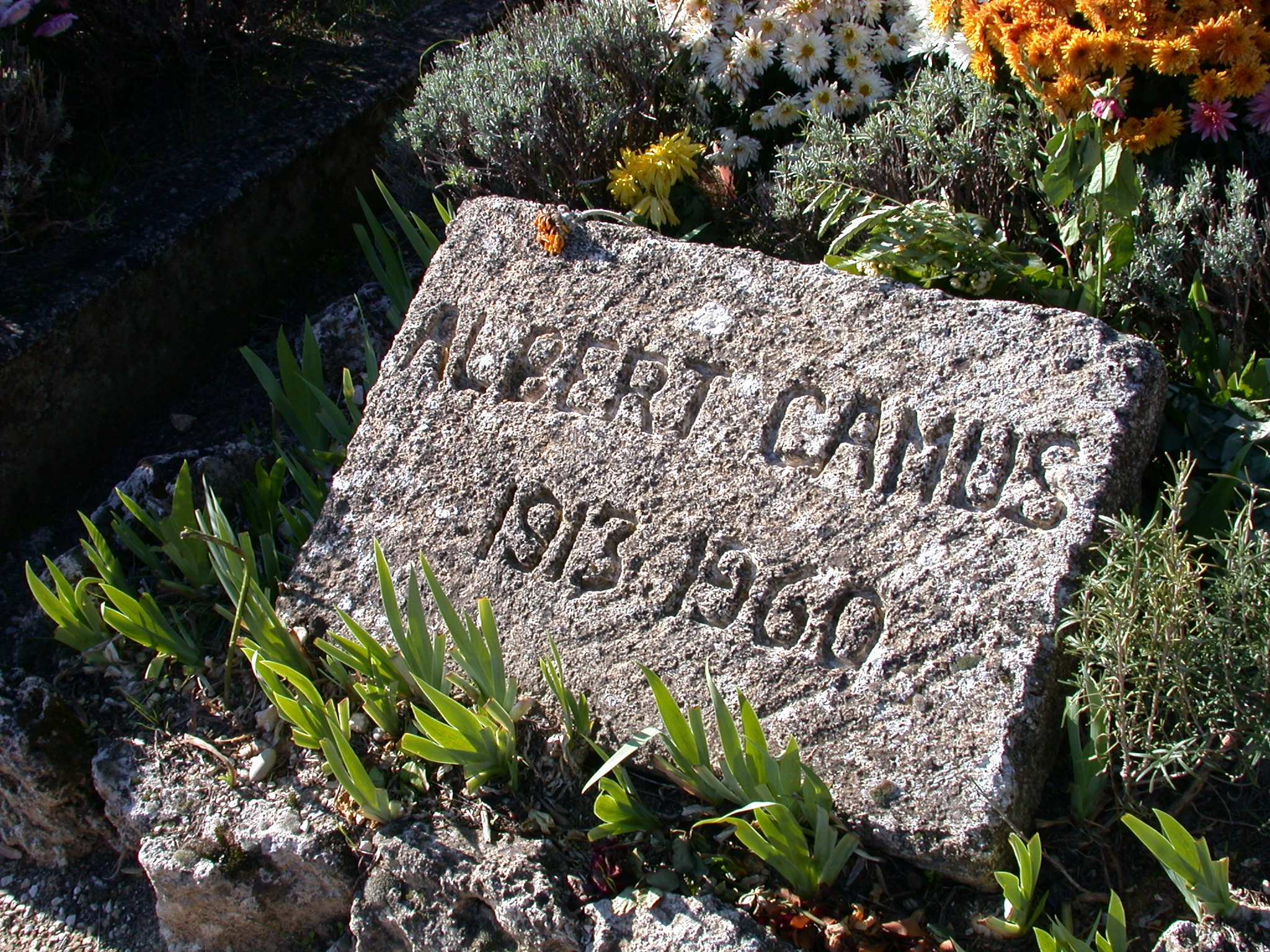
カミュの墓

- アルベール・カミュ- 彼はルールマランに家を持っていた。この村の墓地には彼の墓がある。

## 姉妹都市
- ジラルド(Zyrardów)、ポーランド